# Greenidea gigantea
Greenidea gigantea är en insektsart. Greenidea gigantea ingår i släktet Greenidea och familjen långrörsbladlöss. Inga underarter finns listade i Catalogue of Life.